# Калифорния
Вижте пояснителната страница за други значения на Калифорния.
Калифорния (на английски: California) е западен щат в САЩ, чийто пощенски код е CA.
Намира се на Западното крайбрежие на САЩ на Тихия океан. Това е щатът с най-многобройно население и третият по големината на площта му щат. Калифорния е наричана още „Златният щат“ (заради Златната треска в Калифорния), която започва през 1848 г.
Докато Южна Калифорния е гъсто населена, по-голямата по площ Северна Калифорния е с по-малобройно население. Голямото мнозинство от жителите на Калифорния живеят в крайбрежната зона, на отдалеченост не повече от 80 km от бреговете на Тихия океан.
Името на Калифорния идва от Las sergas de Espladián („Приключенията на Спладиан“) – роман от 16 век на Гарси Ордонес де Монталво, в който се разказва за райски остров с името Калифорния, богат на злато и перли. На него живеели войнствени черни амазонки, предвождани от кралица Калифиа.
Мотото (девизът) на щата е думата „Еврика“.

## История
През 1542 г. Хуан Родригес Кабрийо става първият европеец, изследвал брега. Той бил последван от Франсис Дрейк през 1579 г. Испанските мисионери започнали да изграждат малки селища върху огромни парцели земя в обширната територия, намираща се на север от Испанска (Баха) Калифорния. След извоюването на мексиканската независимост от Испания поредицата от мисии станали собственост на мексиканското управление и те бързо били разтурени и изоставени.
С името Калифорния била наречена северозападната част на Испанската империя в Северна Америка. След Мексиканско-американската война от 1847 г. районът бил разделен между Мексико и САЩ. Мексиканската част, Баха (долна) Калифорния, била по-късно разделена на щатите Баха Калифорния и Баха Калифорния Сур. Американският дял, Алта (Горна) Калифорния, станал американски щат под името Калифорния през 1850 г.
През 1848 г. испаноговорещата част от населението на отдалечената Горна Калифорния наброявала около 4000 души. Но след откриването на златото, населението бързо започнало да нараства, тъй като много американци и не толкова много европейци дошли тук, обзети от Златната треска. Била създадена Калифорнийската република и било развято Мечешкото знаме, на което били изобразени златна мечка и звезда. Краят на републиката дошъл внезапно, след като комодор Джон Д. Слоут от Военноморския флот на САЩ влязъл в Санфранциския залив и обявил Калифорния за собственост на САЩ. През 1850 г. щатът бил приет в Съюза.
По време на Американската гражданска война едната част от населението подкрепяла Севера, а другата част – Юга. Въпреки че Калифорния официално се обявила на страната на Севера, имало доброволци от Калифорния и в двата лагера.
През 70-те години на 19 век била осъществена връзка между далечния тихоокеански запад и големите градове на изток чрез изграждането на първата презконтинентална железница. Местните жители в Запада открили, че Калифорния предлага изключително благоприятни условия като цяло за култивиране на плодове и за земеделие. Цитрусовите и портокаловите дървета станали много популярни и така били положени основите на изумителното съвременно земеделско производство на щата.
За периода от 1900 до 1965 г. населението на Калифорния се увеличава многократно. Щатът имал най-много представители в Избирателната колегия, избираща президента. Населението се променило напълно от 1965 г. насам и е едно от най-разнородните в света. Щатът е либерален, напредничав в технологично и културно отношение и е световен център на филмовата и телевизионната индустрия (Холивуд), земеделското производство в САЩ (Централна калифорнийска долина), както и на биотехнологиите и високите технологии (Силициевата долина).

## География
Калифорния граничи с Орегон на север, Невада на изток и Аризона на югоизток, с Тихия океан на запад, а с мексиканския щат Баха Калифорния на юг. В щата се намират много природни забележителности, включващи голямата Централна калифорнийска долина, високи планини, горещи пустини и стотици километри приказно крайбрежие. Централната калифорнийска долина се намира в средата на щата и граничи на запад с крайбрежни планини, на изток със Сиера Невада – планинска местност с много езера, на север с Каскадите и на юг с планината Тиачапи. Централната Калифорнийска долина е аграрното ядро на щата, който осигурява една трета от храната на населението. Повечето големи градове се намират по крайбрежието на Тихия океан – Лос Анджелис, Сан Франциско, Лонг Бийч, Санта Ана, Сан Диего и окръзи като Ориндж. Други са сравнително близо до океана като Оукланд и Сан Хосе. Столицата Сакраменто обаче се намира в централната долина.
Калифорния е много добре водоснабден щат с две големи реки и много сладководни езера. Водата, която се изпомпва от делата на река Сакраменто се провежда през добра канална система почти през целия щат. Така се осигурява вода както за 23-те млн. жители така и за фермерите.
Долината на смъртта също се намира в Калифорния. Това е най-ниското и горещо място в Северна Америка. Почти цялата Югоизточна Калифорния е пустиня с изключително високи температури през лятото.
Калифорния е известна с цунамитата, които не я подминават, наводненията, горските пожари, сушите, ветровете Санта Ана, земетресенията, земните свличания вследствие пропукване на скали. Има и няколко вулкана.

### Разломи
- Сан Андреас

### Национални паркове
| Име                 | Създаден (година) |
| ------------------- | ----------------- |
| Каналните острови   | 1980              |
| Ласен Вулканик      | 1916              |
| Джошуа Три          | 1994              |
| Каньонът на царете  | 1940              |
| Редуд               | 1968              |
| Секвоя              | 1890              |
| Йосемити            | 1890              |
| Долината на смъртта | 1994              |

### Езера
- Тахо

### Пустини
- Мохаве
- Анза-Борего

### Реки
Двете най-големи калифорнийски реки са Сакраменто и Сан Уакин (известна на български и като Сан Хоакин). И двете протичат през Централната равнина и се вливат в залива Сан Франциско, а дължината им съответно е 719 и 530 km. Други големи реки в щата са Кламат на север (също се влива в Тихия океан) и Колорадо, част от която е естествена граница между Калифорния и Аризона. След Сакраменто, втора по дължина в залива Сан Франциско (177 km) е Рашън ривър (на английски: Russian River – руска река).

### Райони
Някои райони в Калифорния:
- Голям Лос Анджелис
- Долината на смъртта
- Западен Лос Анджелис
- Източен залив
- Източна Калифорния
- Източен Лос Анджелис
- Йосемити
- Мохаве
- Район на Санфранциския залив
- Руска река
- Сакраментска долина
- Сансан
- Санфранциски полуостров
- Северен залив
- Северна Калифорния
- Северно крайбрежие на Калифорния
- Силициева долина
- Централна калифорнийска долина
- Централно крайбрежие на Калифорния
- Южен Лос Анджелис
- Южна Калифорния

## Икономика
Делът на Калифорния в БВП на САЩ е 14%, или близо 1,4 трилиона долара. По този начин приходите на Калифорния надвишават тези на която и да е друга държава в света освен САЩ, Китай, Япония, Германия, Франция, Обединеното кралство, Бразилия, Русия, Италия, Индия, Канада и Австралия.
Преобладаващата индустрия в Калифорния, която е повече от два пъти по-голяма от следващата по големина индустрия, е земеделието (включващо плодове, зеленчуци, млекопроизводство и винопроизводство). След нея се нарежда космическите технологии, развлекателната индустрия и други.

### Пристанища
Главни пристанища са Пристанище Лонг Бийч, Пристанище Лос Анджелис, Пристанище Оукланд и Пристанище Сан Франциско.

## Население
Със своите 33 871 648 души (2000) Калифорния е щатът с най-многобройно население в САЩ. 12% от населението на САЩ е съсредоточено в Калифорния.
Според данните от преброяването, в Калифорния няма изявено етническо мнозинство. Хората от бялата раса все още са най-голямата група, но вече не са мнозинство. Калифорнийците от латиноамерикански произход представляват една трета от населението на щата. След белите и испаноезичните се нареждат азиатоамеринците, афроамериканците и индианците. Очаква се испаноезичните да станат мнозинство през около 2040 г. поради големия имиграционен поток от Мексико, както и поради високата раждаемост сред тях.
Калифорния е щатът с най-голям брой жители от български произход. 7845 души са отбелязали, че са от български произход на последното преброяване на населението (2000).

### Най-големите метрополиси
Най-големите метрополиси по население в Калифорния са: Лос Анджелис-Ривърсайд-Анахайм (Южна Калифорния) 17 540 000, Сан Франциско-Оукланд-Сан Хосе (Района на залива на Сан Франциско, Северна Калифорния) 7 039 362, Сан Диего-Карлсбад-Сан Маркос (Южна Калифорния) 2 813 833 (Уикипедия, www.answers.com, 2005)

### Най-големите градове
Най-големите градове по население в Калифорния са: Лос Анджелис, 3 845 541; Сан Диего 1 263 756; Сан Хосе 904 522; Сан Франциско 744 230; Лонг Бийч 476 564; Фресно 457 719; Сакраменто 457 719 и Оукланд 397 976.(Бюро за преброяване на населението (БПН), прогноза. (2004) – US Census).

### Градове над 100 000 души
В Калифорния има 62 града с население над 100 000 души. Те са:
Анахайм, Антиоч, Бейкърсфилд, Бърбанк, Бъркли, Валехо, Вентура, Вайселия, Гардън Гроув, Глендейл, Дауни, Дейли Сити, Ел Монте, Елк Гроув, Ескондидо, Западна Ковина, Ингълуд, Конкорд, Корона, Коста Меса, Феърфийлд, Фонтана, Фресно, Фримонт, Фулъртън, Хейуърд, Хънтингтън Бийч, Ланкастър, Лонг Бийч, Лос Анджелис, Модесто, Морено Вали, Норуок, Оукланд, Окснард, Онтарио, Ориндж, Оушънсайд, Палмдейл, Пасадина, Помона, Ранчо Кукамонга, Ривърсайд, Ричмънд, Роузвил, Сакраменто, Салинас, Сан Бернардино, Сан Диего, Сан Франциско, Сан Хосе, Санта Ана, Санта Клара, Санта Кларита, Санта Роза, Сими Вали, Стоктън, Сънивейл, Таузънд Оукс, Торънс, Чула Виста и Ървайн. (Бюро за преброяване на населението, www.infoplease.com)

### Език
Въпреки че на федерално (национално) ниво няма официален език в САЩ, някои щати са определили официален език за дадения щат. В Калифорния официалният език е английският. Официалните документи трябва да са поне и на английски, но в същото време може да съществуват версии и на други езици. Например изпитът за шофьорска книжка може да бъде взет на повече от 60 различни езика.

## Образование
Калифорнийската образователна система е уникална поради факта, че 40% от приходите на щата се изразходват за образование. Някои от реномираните университети са Станфордският университет и Калифорнийският щатски университет – Бъркли.

## Важни градове
- Сакраменто
- Лос Анджелис
- Сан Диего
- Сан Франциско
- Сан Хосе
- Лонг Бийч
- Оукланд

В щата Калифорния има 478 града, повечето от които се намират в метрополисни райони. 68% процента от населението живее в двата най-големи метрополиса – на Лос Анджелис и района на Санфранциския залив.
| Позиция | Град          | Население в рамките на града | Площ квадратни мили | Население гъстота на квадратна миля | Окръг         |
| ------- | ------------- | ---------------------------- | ------------------- | ----------------------------------- | ------------- |
| 1       | Лос Анджелис  | 3 957 875                    | 469,1               | 7876,8                              | Лос Анджелис  |
| 2       | Сан Диего     | 1 305 736                    | 324,3               | 3771,9                              | Сан Диего     |
| 3       | Сан Хосе      | 944 857                      | 174,9               | 5117,9                              | Санта Клара   |
| 4       | Сан Франциско | 799 263                      | 46,7                | 16 634,4                            | Сан Франциско |
| 5       | Лонг Бийч     | 491 564                      | 50,5                | 9149,8                              | Лос Анджелис  |
| 6       | Фресно        | 464 727                      | 104,4               | 4097,7                              | Фресно        |
| 7       | Сакраменто    | 452 959                      | 97,2                | 4189,2                              | Сакраменто    |
| 8       | Оукланд       | 412 318                      | 56,1                | 7126,6                              | Аламида       |
| 9       | Санта Ана     | 351 697                      | 27,1                | 12 451,9                            | Ориндж        |
| 10      | Анахайм       | 345 317                      | 48,9                | 6702                                | Ориндж        |

| Позиция | Окръг          | Население в рамките на окръга | Площ квадратни мили | Население гъстота на квадратна миля | Най-големият град |
| ------- | -------------- | ----------------------------- | ------------------- | ----------------------------------- | ----------------- |
| 1       | Лос Анджелис   | 10 226 506                    | 4061                | 2344                                | Лос Анджелис      |
| 2       | Ориндж         | 3 056 865                     | 789                 | 3606                                | Санта Ана         |
| 3       | Сан Диего      | 3 051 280                     | 4200                | 670                                 | Сан Диего         |
| 4       | Сан Бернардино | 1 946 202                     | 20 052              | 85                                  | Сан Бернардино    |
| 5       | Ривърсайд      | 1 877 000                     | 7207                | 214                                 | Ривърсайд         |
| 6       | Санта Клара    | 1 759 585                     | 1291                | 1304                                | Сан Хосе          |
| 7       | Аламида        | 1 507 500                     | 738                 | 732                                 | Оукланд           |
| 8       | Сакраменто     | 1 369 855                     | 966                 | 1267                                | Сакраменто        |
| 9       | Контра Коста   | 1 020 898                     | 720                 | 492                                 | Конкорд           |
| 10      | Фресно         | 883 537                       | 5963                | 134                                 | Фресно            |

Забележка: таблицата е съставена на базата на резултати от проучване в щата Калифорния на националния статистически институт на САЩ 2005 Архив на оригинала от 2005-10-22 в Wayback Machine.  

## Транспорт и пътища
Някои от съставните части на калифорнийската пътна мрежа са: Междущатската магистрална система, Магистралната система на Съединените щати и Калифорнийските щатски пътища.
Някои части на обществения транспорт са БАРТ (метрото), КалТрейн (влак) и МЮНИ (мрежа от автобуси, тролейбуси, трамваи, кабелни трамваи и фериботи в Сан Франциско) в района на залива на Сан Франциско.
Трите основни летища в района на Санфранцисканския залив са Международно летище Оукланд, Международно летище Сан Франциско и Международно летище Сан Хосе.
Не се използва МПС-код за автомобилните номера, а над или под името на номера на автомобила пише името на щата, в случая California.

## Политика
Настоящ губернатор на Калифорния е Гавин Нюсъм, заменил на този пост Джери Браун.
Столица на Калифорния е Сакраменто.

## Спорт
Огромното население на Калифорния е спомогнало за създаването на много професионални отбори, 15 професионални спортни тима, далеч повече от всеки друг щат. След преместването на отборите на Лос Анджелис Райдърс и Лос Анджелис Рамс през 90-те под претекст за „голям шлем“ (да имаш отбор във всяка една от четирите професионални лиги – НФЛ, НХЛ, МЛБ и НБА). Отборите са преместени в Оукланд, Сан Франциско и Сан Хосе, които се считат за самостоятелни метрополиси.

### Професионални отбори
Професионална бейзболна лига
- Лос Анджелис Ейнджълс от Анахайм
- Лос Анджелис Доджърс
- Оукланд Атлетикс
- Сан Диего Падре
- Сан Франциско Джайънтс

Национална баскетболна асоциация
- Голдън Стейт Уориърс
- Лос Анджелис Клипърс
- Лос Анджелис Лейкърс
- Сакраменто Кингс

Национална футболна лига
- Оуклънд Рейдърс
- Сан Диего Чарджърс
- Сан Франциско Фортинайнърс

Национална хокейна лига
- Анахайм Майти Дъкс
- Лос Анджелис Кингс
- Сан Хосе Шаркс

### Други отбори
„Арина“ лига по американски футбол
- Сан Хосе Сейбъркатс
- Лос Анджелис Авенджърс

Провесионална футболна лига
- Клуб Депортиво Чивас САЩ
- Лос Анджелис Галакси
- Сан Хосе Ърткуейкс

Женска баскетболна национална асоциация
- Лос Анджелис Спаркс
- Сакраменто Монархс

## Личности
Арнолд Шварценегер – губернатор на Калифорния

## Окръзи и градове
Вижте Списък на окръзи в Калифорния и Категория:Градове в Калифорния за списък на калифорнийски градове.
Калифорния е разделена на 58 окръзи с 480 градове и градчета.